# Credens

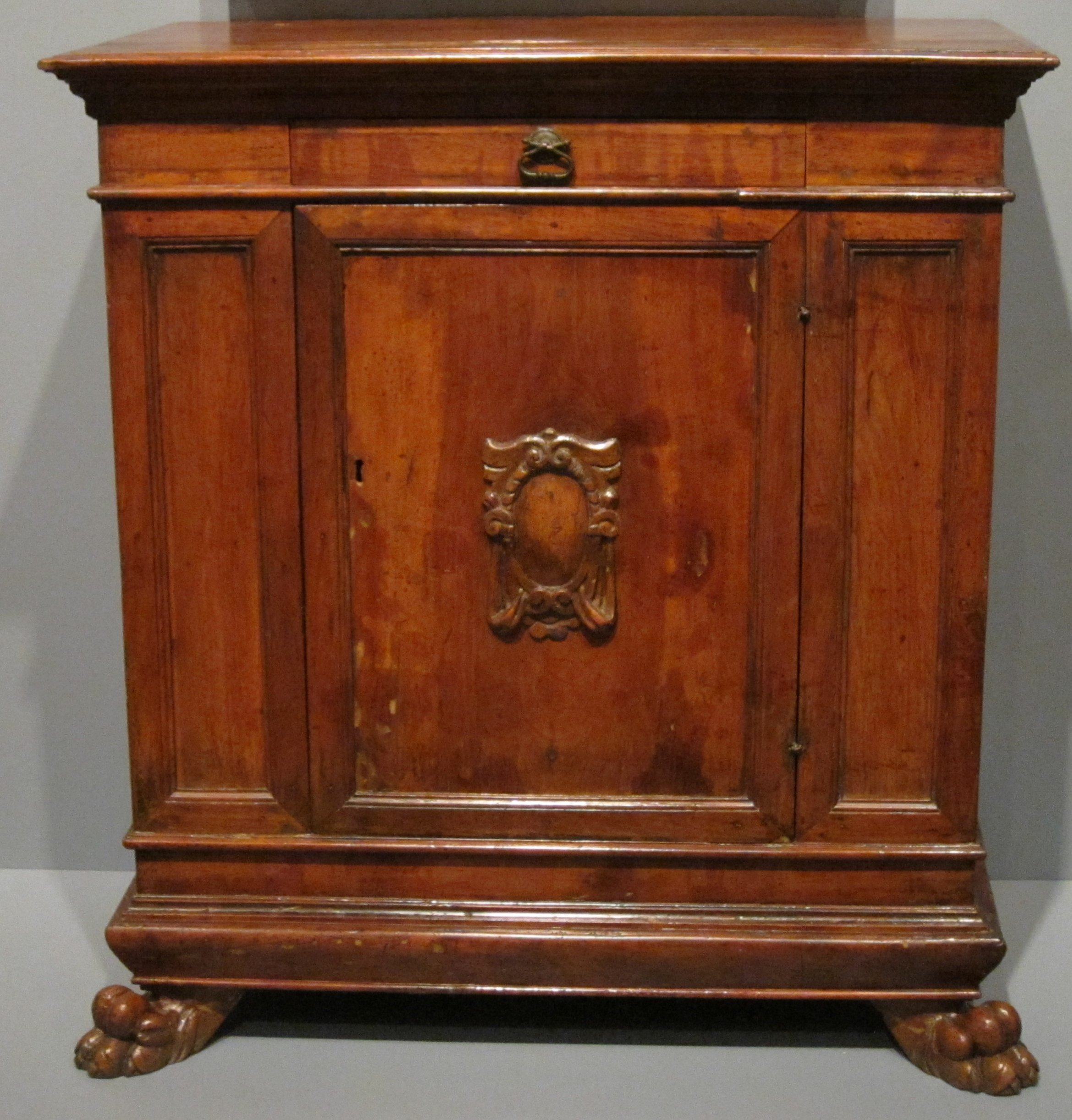
Een Italiaanse credenza, 16e eeuw

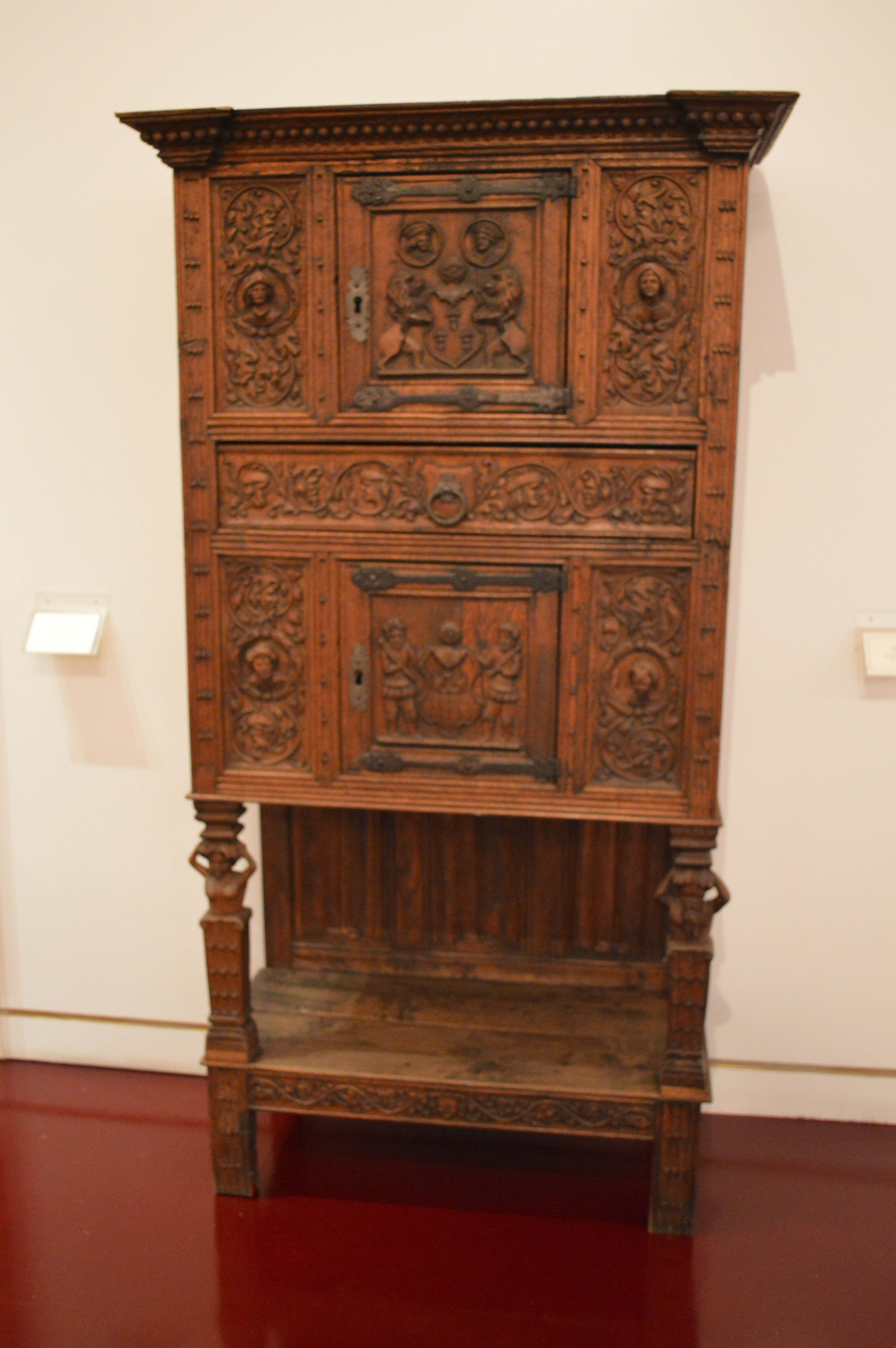
Een Mexicaanse credenza, 18e eeuw

Het woord credens kan meerdere betekenissen hebben:
In principe is een credens een buffet (in het algemeen) waarop zaken worden bewaard die tijdens de maaltijd worden gebruikt maar om praktische redenen niet op tafel staan. Dergelijke credensmeubelen omvatten een heel scala aan soorten:
- een dressoir; een wandkast met een open onderstel
- een credens; in de 14e en 15e eeuw de benaming voor een opbergmeubel met een achterkant die van de vloer tot het plafond doorloopt en waarin planken voor het serviesgoed zijn aangebracht. De credens ontstond als reactie op de vraag naar lichtere meubels die sierlijker van vorm waren en leidde tot de toepassing van vergaarwerk met een raamwerk van stijl- en regelwerk waarbinnen dunne panelen werden geplaatst.[2]
- een credenza; een Italiaanse 16e-eeuwse (Renaissance) lage credenskast met gesloten onderstel en twee deuren. Ook de benaming voor een 19e-eeuwse vaak met marqueterie ingelegde centrale servieskast die tussen twee symmetrische glazen klasten werd geplaatst.
- een buffet; een eind-16e- tot 20e-eeuwse opvolger van het dressoir en de credens met gesloten onderstel, een onderkast, terugspringende bovengelegen kleinere kasten en vaak bovenaan een kap die weer reikte tot aan de diepte van het onderstel.
- een guéridon; een Frans rond tafeltje met mythologische figuren en vaak een bestekla

Een credenstafel (mogelijk van het Italiaanse Credentia wat 'vertrouwen' betekent) is dus een tafel of meubel waarop de voor een ceremonie of maaltijd bijzonder belangrijke voorwerpen worden geplaatst. De relatie met het vertrouwen zou volgens één uitleg liggen in het risico van het vergiftigen van de wijn en het voedsel dat op de credenza klaarstond. Meestal zal men in de huiselijke sfeer niet van een credenza of credenstafel maar eerder van een buffet spreken.

## Katholieke kerk
Binnen de katholieke eredienst spelen credens ook een rol. Hier gaat het niet om een maaltijd maar om het celebreren van een mis.
Ook in een seculiere plechtigheid wordt een credens of credenstafel gebruikt. Bij de inhuldiging van de Nederlandse koning worden de regalia op een credenstafel in de Nieuwe Kerk geplaatst.
- Een meubel in een rooms-katholieke sacristie, zie: Credens (sacristie).
- Een tafel op het rooms-katholieke priesterkoor, zie: Credens (priesterkoor).